# Typhlodromus chrysanthemi
Typhlodromus chrysanthemi är en spindeldjursart som beskrevs av Gupta 1977. Typhlodromus chrysanthemi ingår i släktet Typhlodromus och familjen Phytoseiidae. Inga underarter finns listade i Catalogue of Life.